# チーム ブリヂストン サイクリング
チーム ブリヂストン サイクリング（TEAM BRIDGESTONE Cycling）は、ブリヂストンサイクルが運営する日本の自転車競技チーム。メインのロードレースからクロスカントリー（MTB）、トラックレースといった複数のカテゴリーの選手を擁する日本を代表するチーム。本拠地は静岡県三島市。2017年までチーム名にしていた「ブリヂストン・アンカー」は同社の本格スポーツサイクルのブランドである。

2018年シーズンから、トラック競技により注力することもあり欧州でより知名度の高い社名を前面に出したチーム名に変更した。

## 歴史
1964年に創部されたブリヂストンサイクル自転車競技部を源流とする。1999年、ブリヂストンサイクルレーシングチームが改称・改組され、チームブリヂストン・アンカーとなった。この際、選手が全員プロ登録し、チームはプロ化されたほか、日本国内では数少ないロード・トラック・MTBといった複数部門を抱える総合自転車競技チームとなった。
2008年のUCI登録名は「TEAM BRIDGESTONE ANCHOR」、UCIコードは「BGT」。
2017年現在のUCI登録名は「BRIDGESTONE ANCHOR CYCLING TEAM」（ブリヂストン・アンカー・サイクリングチーム）である。
2017年シーズンよりオリンピック公式パートナーとしての活動をグローバルに開始、2024年まで継続することを表明。
2017年12月21日、チーム名が「TEAM BRIDGESTONE Cycling」（チーム ブリヂストン サイクリング）に変更され、拠点も埼玉県上尾市から静岡県三島市に移されることが発表された。

### ロードチーム
2005年シーズンまでヨーロッパを拠点にレース活動を展開したが、2006年に「国内でのレース活動を普及させ、若手を中心とした底辺を拡大するため」として、活動の中心を日本国内レースに置くようになった。2008年UCIコンチネンタルチーム登録を再開。
2013年シーズンは前年度のU23チーム(2011年まではブリヂストンエスポワールのチーム名で活動)の一部メンバーをロードチームに昇格。残ったメンバーは浅田顕監督が再結成したエキップアサダの新生チームEQA U23へ移籍した。
2018年シーズンはヨーロッパやアジアツアーのロードレースを中心に参戦していた体制を一新し、2020年の東京オリンピックを視野に入れトラック競技により注力する事からブランド名ではなく欧州でも知名度の高いブリヂストンに変更、Jプロツアーや国内のUCIレースを中心に参戦する方向へ、また一部のトラックメインの選手もロードレースに出走させる路線転換を行った。

このため、ロードレースにおいてコンチネンタルチーム登録は2018年以降行っていない(トラックのUCI登録は継続)。

## 主な戦績

### 2016年
- 日本選手権　優勝　初山翔（ロードレース）、西薗良太（個人タイムトライアル）

### 2017年
- 日本選手権　優勝　西薗良太（個人タイムトライアル）

## 選手・指導者(2019年シーズン体制)

### ロード/トラックチーム
- 六峰亘(JPN) - トラック・ロードレース監督
- 田村遼(JPN) - トラック・ロードレースメカニック

| 選手名     | 所属年 | 国籍 | 生年月日       | 所属中の主な戦績                | 前所属先                      | その他 |
| ---------- | ------ | ---- | -------------- | ------------------------------- | ----------------------------- | ------ |
| 窪木一茂   | 2018-  | 日本 | 1989年6月6日   | 2018 男子チームパーシュート優勝 | NIPPO・ヴィーニファンティーニ |        |
| 石橋学     | 2017-  | 日本 | 1992年11月30日 |                                 | NIPPO・ヴィーニファンティーニ |        |
| 近谷涼     | 2017-  | 日本 | 1993年3月18日  | 2018 男子チームパーシュート優勝 | マトリックス・パワータグ      |        |
| 橋本英也   | 2018-  | 日本 | 1993年12月15日 | アジア選手権大会オムニアム優勝  | 競輪選手(兼業)                |        |
| 平塚吉光   | 2019-  | 日本 | 1988年11月13日 |                                 | TeamUKYO                      |        |
| 徳田優     | 2019-  | 日本 | 1994年5月31日  |                                 | TeamUKYO                      |        |
| 黒枝士輝   | 2019-  | 日本 | 1992年1月8日   |                                 | 愛三工業レーシングチーム      |        |
| 孫崎大樹   | 2019-  | 日本 | 1996年7月18日  |                                 | 早稲田大学                    |        |
| 今村駿介   | 2018-  | 日本 | 1998年2月14日  |                                 | 中央大学                      |        |
| 沢田桂太郎 | 2018-  | 日本 | 1998年1月21日  | 2018 男子チームパーシュート優勝 | 日本大学                      |        |
| 太田りゆ   | 2018-  | 日本 | 1994年8月17日  |                                 | 競輪選手(兼業)                |        |

### MTBクロスカントリーチーム
- 小林輝紀(JPN) - MTBチーム監督

| 選手名   | 所属年 | 国籍 | 生年月日      | 所属中の主な戦績                 | 前所属先        | その他 |
| -------- | ------ | ---- | ------------- | -------------------------------- | --------------- | ------ |
| 平野星矢 | 2010-  | 日本 | 1987年5月15日 | アジアMTB選手権4位(2010)         | バイクランチ    |        |
| 沢田時   | 2012-  | 日本 | 1994年1月12日 | 全日本選手権2016シクロクロス優勝 | ENDLESS/ProRide |        |

### パラ自転車競技
| 選手名   | 所属年 | 国籍 | 生年月日       | 所属中の主な戦績                 | 前所属先         | その他 |
| -------- | ------ | ---- | -------------- | -------------------------------- | ---------------- | ------ |
| 川本翔大 | 2018-  | 日本 | 1996年8月19日  |                                  | 大和産業株式会社 |        |
| 杉浦佳子 | 2018-  | 日本 | 1970年12月26日 | 全日本選手権2016シクロクロス優勝 | ENDLESS/ProRide  |        |

## 過去の主な選手
- MONIER Damien
(ダミアン・モニエ) 2013-2017
- 一丸尚伍 2015-2018
- 初山翔 2015-2017
- 西薗良太 2012,2015-2017
- 清水都貴 2004-2005,2010-2014
- 井上和郎 2011-2016
- 内間康平 2012-2016
- LEBAS Thomas 2012-2016
- 伊丹健治 2010-2014
- 狩野智也　2010
- 柿沼章　2008
- 福田真平　2008-2009
- 山本雅道　2008-2011
- 福島康司　2004-2005
- 別府史之　2001-2002
- 鈴木真理　1996-1998,2005
- 中村誠
- 福島晋一　1996,2003
- 浅田顕　1986-1989,1996-2005(監督)
- 水谷壮宏 2013-2017(監督)

## チームスポンサー
- チームスポンサー
  - オージーケーカブト - 選手用ヘルメット、グローブ、その他アクセサリーイベント用ヘルメット　
  - 明治 - SAVAS等のサプリメント
  - シマノ - コンポ、ペダル、シューズ、ホイール、ケミカル
  - 日本旅行 - チーム遠征手配
  - いいよねっと - サイクリングコンピュータ(GARMIN)
  - オークリー - アイウェア、アフターウェア
- チームサプライヤー
  - ウェイブワン - レース用ウェア
  - アズマ産業 - 輪行バッグ、ホイールバッグ、サドルバッグ
  - サンツアー - サスペンションフォーク

等計9社（2016年現在）